# Oldřich I. z Rožmberka
Oldřich I. z Rožmberka († 4. března 1390) byl čtvrtým synem nejvyššího komořího Českého království Petra z Rožmberka († 1347) a jeho druhé manželky Kateřiny, která údajně pocházela z rodu Vartemberků. Společně s matkou a bratry založil v Českém Krumlově minoritský klášter.
Po smrti staršího bratra Jošta se Oldřich stal prvním mužem rožmberského rodu a stejně jako bratr se nezúčastňoval pro mocenské rozepře s panovníkem politického života země. Na přelomu let 1381–1382 spolu s bratry a Jindřichem z Hradce vojensky podpořili Jindřicha ze Schaunberga v rozepři s rakouským vévodou Albrechtem III. Prostředníkem v celé kauze se nakonec stal český král Václav IV.